# Gotra formosana
Gotra formosana là một loài tò vò trong họ Ichneumonidae.